# Петрушино (Курганская область)
Петрушино — село в Щучанском районе Курганской области. Входит в состав Пивкинского сельсовета.

## История
До 1917 года входило в состав Чумлякской волости Челябинского уезда Оренбургской губернии. По данным на 1926 год деревня состояла из 211 хозяйств. В административном отношении являлась центром Петрушинского сельсовета Щучанского района Челябинского округа Уральской области.

## Население
| 1989 | 2002 | 2010 |
| ---- | ---- | ---- |
| 235  | ↘211 | ↘187 |

По данным переписи 1926 года в деревне проживало 1037 человек (490 мужчин и 547 женщин), в том числе: русские составляли 99 % населения.